# Het buikschot
Het buikschot is een artistiek kunstwerk in Amsterdam-Oost.
Het is een monument ter nagedachtenis van drie mannen die hier op 15 december 1944 ter plekke door de Duitse bezetter werden neergeschoten ter vergelding van een aanslag op de spoorbaan eerder die dag. De drie mannen waren willekeurig gekozen uit de gevangenen uit het Huis van Bewaring aan de Weteringschans. Het beeld van de hand van Adam Jansma werd op 6 juni 1962 onthuld door Emma Nijhoff, vrouw van burgemeester Gijs van Hall in het talud van de Spoorlijn Amsterdam - Elten lopend langs de Tugelaweg (tegenover huisnummer 110-111). Op die plek werden na de Tweede Wereldoorlog 4-mei-herdenkingsdiensten gehouden bij alleen een vlaggenstok met vlag. De buurtbewoners onder aanvoering van buurtcenturm De Muiderpoort zamelden geld in voor een beeld, waarbij de herdenkingen konden plaatsvinden. In 1962 moest dat nog zonder de vermelding van toelichting en de namen van de slachtoffer. De slachtoffers waren toen nog niet bij naam bekend. Na onderzoek van het NIOD (RIOD) op verzoek van de buurt konden de drie namen in 1997 vermeld worden op de zuil annex sokkel, daarbij werd ook de toelichting in de zuil vermeld.
De titel is terug te vinden in de weergave, een man krimpt ineen na een buikschot. 
De tekst op de zuil luidt:
OP DEZE PLAATS ZIJN OP 15 DECEMBER 1944

DRIE MENSEN GEFUSILLEERD ALS REPRESAILLE

VOOR DE AANSLAG OP DE SPOORLIJN

JAN HENDRIK FABER GEB. 31-3-1893

AUGUST VAN GINKEL GEB. 16-6-1911

DIRK DE BRUIN GEB. 17-6-1908
Jan Hendrik Faber, kweker en tuinarchitect en kweker, was in Baarn betrokken bij een verzetsblad. August van Ginkel, radiotelegrafist en observator 2e klasse bij het KNMI, werkte voor een illegaal radiostation in Utrecht. Dirk de Bruin, werktuigkundige bij Fokker, verleende hulp aan onderduikers. 

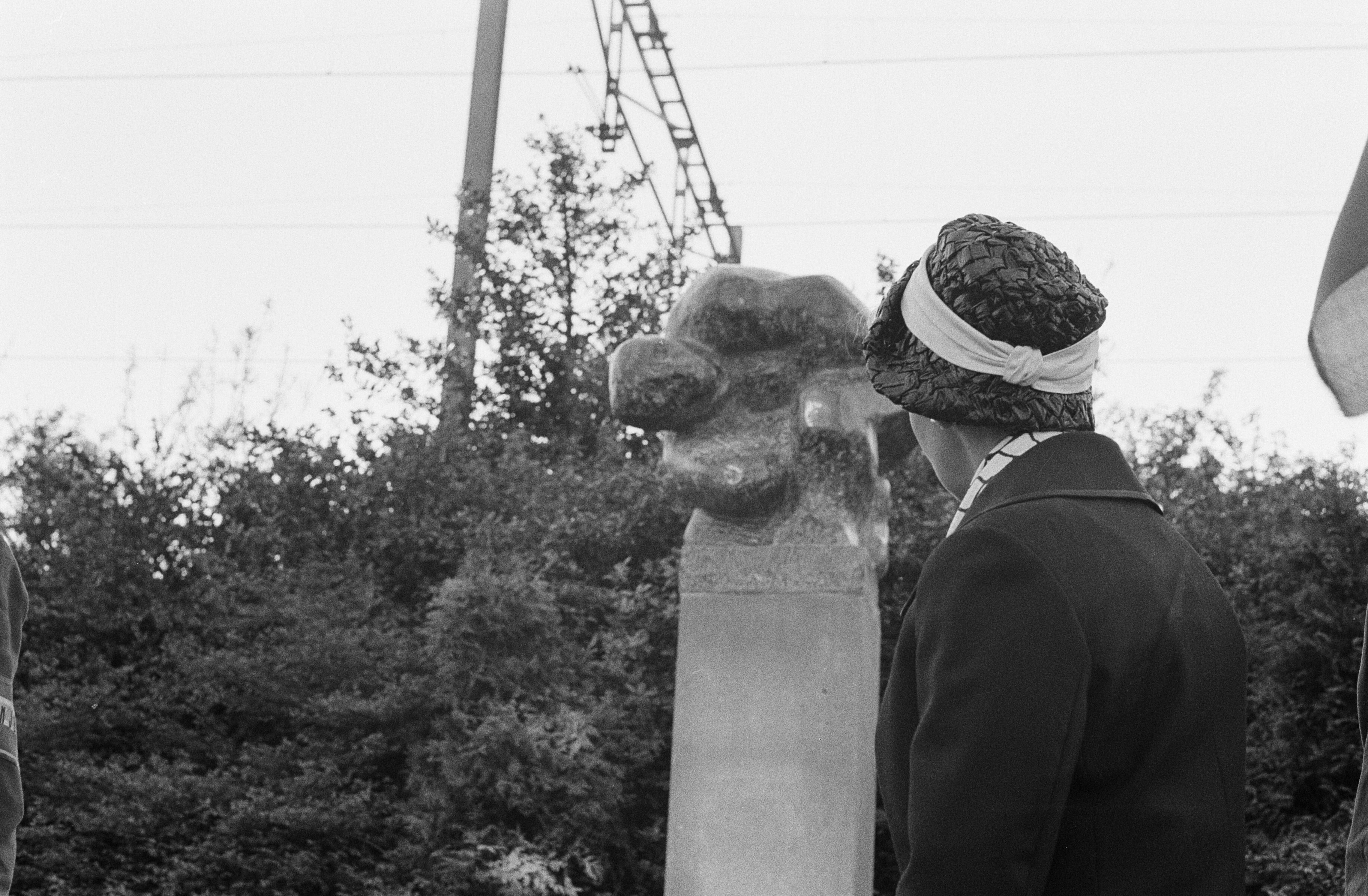
Onthulling van beeld zonder tekst in 1962